# Franco Bonisolli
Franco Bonisolli (Rovereto, Italia, 25 de mayo de 1938 - Viena, Austria, 30 de octubre de 2003) fue un tenor lírico de ópera italiano, que destacó en el repertorio italiano, especialmente en los papeles de Manrico y Calaf.

## Vida y carrera
Bonisolli estudió con Alfredo Lattaro, y después de ganar un concurso internacional de voz, debutó en Spoleto, como Ruggero, en 1962. Rápidamente se estableció en Italia, apareciendo primero en los papeles líricos, como Nemorino, Duca di Mantova, Alfredo, Rodolfo, des Grieux, Hoffmann, entre otros.
Tomó parte en las reposiciones de óperas olvidadas como La donna del lago, junto a Montserrat Caballé, y Le Siège de Corinto, junto a Beverly Sills, y participó en el estreno de nuevas obras, como La lampada di Alidino de Nino Rota, y Luisilla por Mannino.
Comenzó una carrera internacional en la década de 1970, con el debut en la Ópera Estatal de Viena, el Festival de Salzburgo, la Ópera de París, el Metropolitan Opera, etc, y comenzó a ampliar su repertorio para incluir papeles más dramáticos, en particular, Arnold, don José, Manrico, Radamés, Otello, Cavaradossi, Calaf, etc.
Bonisolli era un cantante muy talentoso y emocionante con un registro superior particular, pero con los años su canto se hizo cada vez más indisciplinado. Su comportamiento excéntrico y sus excentricidades en el escenario le valieron el apodo de "Il Pazzo" (El Loco), y le hizo un colega con el que era difícil trabajar.
Se puede escuchar en varias grabaciones, en particular, Rigoletto, Il Trovatore, La Traviata, que fueron banda sonora de las producciones de televisión alemana. También apareció en 1968, en una versión cinematográfica de La Traviata, junto a Anna Moffo y Gino Bechi. En 1976, grabó Mario Cavaradossi de Tosca, junto a Galina Vishnévskaya.
Murió repentinamente en Viena, a la edad de 65 años.

## Grabaciones
- 1973 - Verdi - La traviata - Mirella Freni, Franco Bonisolli, Sesto Bruscantini - Berlin State Opera Chorus and Orchestra, Lamberto Gardelli - ARTS

- 1975 - Verdi - Il trovatore - Franco Bonisolli, Raina Kabaivanska, Viorica Cortez, Giorgio Zancanaro, Gian Carlo Luccardi - Berlin State Opera Chorus and Orchestra, Bruno Bartoletti - ARTS

- 1977 - Verdi - Rigoletto - Rolando Panerai, Margherita Rinaldi, Franco Bonisolli, Viorica Cortez, Bendt Rundgren - Dresden Opera Chorus and Orchestra, Francesco Molinari-Pradelli - ARTS

- Datos: Q1386260